# Sam Barkas
Sam Barkas, né le 29 décembre 1909 à South Shields (Angleterre), mort le 10 décembre 1989 est un footballeur anglais, qui évoluait au poste d'arrière gauche à Manchester City et en équipe d'Angleterre.
Barkas n'a marqué aucun but lors de ses cinq sélections avec l'équipe d'Angleterre entre 1936 et 1946.

## Carrière de joueur
- 1928-1933 : Bradford City
- 1933-1946 : Manchester City

## Palmarès

### En équipe nationale
- 5 sélections et 0 but avec l'équipe d'Angleterre entre 1936 et 1937.

### Avec Bradford City
- Vainqueur du Championnat d'Angleterre de football D3 en 1929.

### Avec Manchester City
- Vainqueur du Championnat d'Angleterre de football D2 en 1947.